# Novosibirský letecký závod V. P. Čkalova
Novosibirský letecký závod V. P. Čkalova (rusky Новосибирский авиационный завод имени В. П. Чкалова) je letecká továrna společnosti Suchoj v ruském Novosibirsku. Založena byla v roce 1936 a patří k největším výrobním podnikům Sjednocené letecké korporace. V roce 1946 vznikla při tomto závodu konstrukční kancelář Antonov (1952 přesunuta do Kyjeva).
V současnosti se zde vyrábí stíhací bombardéry Suchoj Su-34 a komponenty dopravních letadel Suchoj Superjet 100. Závod také provádí modernizace bombardérů Suchoj Su-24.

## Historie
31. července 1931 byl na kraji Novosibirsku založen závod na výrobu důlních zařízení, který byl však již v roce 1936 přeměněn na leteckou továrnu. První vyrobený letoun Polikarpov I-16 vzlétnul 4. listopadu 1937. Později zde byla také zavedena výroba Jakovlevu Jak-3, Jak-7 a Jak-9. Od roku 1939 nese jméno Hrdiny Sovětského svazu, světoznámého letce Valerije Pavloviče Čkalova.
Během 2. světové války z dílen novosibirského leteckého závodu pocházel každý třetí stíhací letoun Jakovlev. Brány továrny ukryté bezpečně hluboko v týlu opouštělo až 33 letadel denně, tedy jeden letecký pluk každý den. Zásluhu na tom mělo i velké množství novosibirských dětí, které byly v kritických okamžicích povolány do výroby.
Po válce vyráběl závod jízdní kola ZiČ-1, nicméně záhy se zde rozjela výroba proudových stíhacích letounů MiG-15, MiG-17, MiG-19 a Jakovlev Jak-28P. Na konci 50. let začal podnik úzce spolupracovat s konstrukční kanceláří Suchoj a vyrábět stíhací letouny Suchoj Su-9, Su-11 a Su-15.
Podnik je také spojen s historií konstrukční kanceláře Antonov, která vznikla v roce 1946 jako OKB-153 při Novosibirském leteckém závodu Čkalova. Právě zde byl Olegem Antonovem vyprojektován zemědělský letoun SCHA-1 (později nazvaný An-2), na zdejším letišti proběhly první zkušební lety. Do Kyjeva byla firma Antonov přesunuta až v létě 1952.
Od roku se zde vyráběl frontový bombardér s měnitelnou geometrií křídel Suchoj Su-24 a později jeho modifikace Su-24M a Su-24MP. Varianta Su-24MK byla exportována do mnoha zemí Blízkého východu a Afriky (Alžír, Sýrie aj.).
Na konci 80. let se v Novosibirsku rozjela výroba stíhacího bombardéru 4. generace Suchoj Su-32, od roku 2006 Su-34.
Od roku 1991 se v továrně začalo pracovat na zavedení výroby civilních dopravních letadel. V roce 1994 se tak uskutečnil první zkušební let Antonova An-38-100, který měl nahradit zastaralé modely An-2, An-28 a L-410 a částečně také An-24 a Jak-40. Do roku 2001 zde vzniklo všech 11 kusů An-38.
Roku 2003 byl podnik začleněn do akciové společnosti Kompanija Suchoj, která je od roku 2006 součástí Sjednocené letecké korporace.

## Současná produkce

### Vojenská technika
- výroba stíhacího bombardéru Suchoj Su-34
- modernizace frontového bombardéru Suchoj Su-24M
- účast na vývoji Suchoje T-50

### Civilní technika
- komponenty letounu Suchoj Superjet 100 (části trupu, ocasní plochy)